# NGC 1306
NGC 1306 é uma galáxia espiral na direção da constelação de Fornax. O objeto foi descoberto pelo astrônomo Ormond Stone em 1886, usando um telescópio refrator com abertura de 26 polegadas. Devido a sua moderada magnitude aparente (+13), é visível apenas com telescópios amadores ou com equipamentos superiores. 